# Sherman Island
Sherman Island (norska: Shermanøya) är en ö i Antarktis. Den ligger i havet utanför Västantarktis. Inget land gör anspråk på området.